# Amanita ocreata
Amanita ocreata (лат.) — смертельно ядовитый гриб семейства Мухоморовые (Amanitaceae). Содержит альфа-аманитин и другие аматоксины, вызывающие гибель клеток печени и других органов, нарушая синтез белков. Схожее отравление вызывают и многие родственные виды, входящие в секцию Phalloideae рода Мухомор.

## Таксономия, история описания и название
Синонимы:
- Amanita bivolvata Peck, 1909
- Venenarius bivolvatus (Peck) Murrill, 1912
- Venenarius ocreatus (Peck) Murrill, 1912

Впервые вид Amanita ocreata был описан Чарльзом Хортоном Пеком в журнале Bulletin of the Torrey Botanical Club в 1909 году по образцам, собранным в Клермонте Чарльзом Фуллером Бейкером. Видовой эпитет ocreata происходит от лат. ocrěātus — «одетый в поножи» — и относится к свободной мешковидной вольве. В настоящее время этот вид включён в секцию Phalloideae рода Amanita. Кроме него в эту секцию также включены некоторые другие сильно ядовитые виды, в частности, A. phalloides, A. bisporigera, A. verna, A. virosa.
Чарльз Пек вместе с видом A. ocreata описал ещё один вид — A. bivolvata. Впоследствии, после изучения типовых экземпляров, было показано, что эти два таксона неотличимы.
В Северной Америке все чисто белые виды мухоморов известны под названиями «Destroying Angel» («разрушающий ангел») и «Death Angel» («ангел смерти»).

## Описание
Молодые, покрытые белым общим покрывалом плодовые тела A. ocreata по форме напоминают яйца. Со временем покрывало разрывается, из него появляется шляпка полушаровидной формы. Затем шляпка раскрывается и становится выпуклой и почти плоской, иногда достигает 12 см в диаметре. Окраска шляпки варьирует от чисто-белой до желтовато-белой, в центральной части иногда имеются жёлто-коричневые тона. Гименофор (нижняя поверхность шляпки, на которой образуются споры) пластинчатый. Пластинки частые, белого цвета, свободные от ножки или слабо приросшие к ней.
Ножка у взрослых грибов достигает 8—20 см в высоту и 1,5—2 см в толщину в верхней части. Кольцо (остаток частного покрывала, у молодых грибов закрывающего пластинки) тонкое, мембрановидное, белого цвета. Основание ножки погружено в тонкую мешковидную вольву белого же цвета.
Споровый отпечаток белого цвета. Споры амилоидные (темнеющие при контакте с йодом), шаровидной, эллиптической или яйцевидной формы, 9—14×7—10 мкм, собраны по 4 на базидиях 36—64×9—14,5 мкм.
У большинства плодовых тел запах отсутствует, однако некоторые образцы обладают запахом, напоминающим хлорку, йод или тухлую рыбу. Характерный признак A. ocreata и некоторых близких видов — окрашивание в ярко-жёлтый цвет при контакте с KOH.

## Экология и ареал
Этот вид произрастает исключительно в смешанных лесах западной части Северной Америки: от Вашингтона на севере до Нижней Калифорнии на юге. По некоторым данным, также произрастает на острове Ванкувер в Британской Колумбии. Образует эктомикоризу с Quercus agrifolia, Quercus garryana и различными видами рода Corylus. Amanita ocreata встречается с января по апрель, таким образом, являясь одним из самых ранних североамериканских мухоморов, уступая лишь Amanita calyptroderma.

## Сходные виды
Взрослые плодовые тела Amanita ocreata нередко внешне напоминают некоторые съедобные виды. Их можно спутать с Amanita velosa, Amanita calyptroderma и Volvariella speciosa. A. velosa — вкусный съедобный гриб, произрастающий в тех же местах, что и A. ocreata. Этот вид, как и A. calyptroderma, отличается от A. ocreata обычно более тёмной окраской шляпки с разлинованным краем, на которой обычно более долгое время остаются куски покрывала, и отсутствием кольца на ножке. Volvariella speciosa также не имеет кольца, обладает более тёмной окраской шляпки и розовым споровым порошком.
Молодые плодовые тела иногда трудно отличить от представителей родов шампиньон и дождевик. Виды первого рода отличаются отсутствием общего покрывала, а второй род представлен грибами с глебальным гименофором.
Существуют несколько сильно ядовитых видов, внешне почти неотличимых от Amanita ocreata, но произрастающих в других регионах и обладающих иными микроскопическими характеристиками. Таковы Amanita bisporigera из восточной Северной Америки (отличается двуспоровыми базидиями и более мелкими круглыми спорами), мухомор вонючий (с более мелкими круглыми спорами) и мухомор весенний (споры которого более мелкие, а мякоть не окрашивается в жёлтый цвет при контакте с KOH) из Европы и Amanita virosiformis, описанный с юга США (характерным признаком которого являются узкие цилиндрические споры). Широко распространённая бледная поганка отличается временем произрастания — этот вид встречается осенью, а не зимой и весной, как A. ocreata.

## Токсичность
Amanita ocreata — опасный ядовитый гриб, служащий причиной смертельных отравлений на западе Северной Америки, в особенности весной. Известны также случаи отравлений этим грибом собак. В плодовых телах гриба содержатся проникающие в клетки печени, а затем и других органов аматоксины, а также фаллотоксины, которые, однако, не задерживаются печенью. Аматоксины — бициклические пептиды, которые взывают нарушения в экспрессии генов, блокируя действие РНК-полимеразы, синтезирующей матричную РНК, и, как следствие, гибель клеток.
До недавнего времени препаратов, понижающих вероятность смерти от отравления аматоксинами, не существовало, при тяжелых отравлениях прибегали к пересадке печени. В настоящее время в Европе используются препараты, содержащие силибинин, который понижает усвоение печенью аматоксинов. В опытах с мышами и собаками была показана подобная активность бензилпенициллина и ацетилцистеина.